# Francisco Pradilla
Francisco Pradilla y Ortiz (Villanueva de Gállego, 24 luglio 1848 – Madrid, 1º novembre 1921) è stato un pittore spagnolo, famoso per la riproduzione di momenti storici.

## Biografia

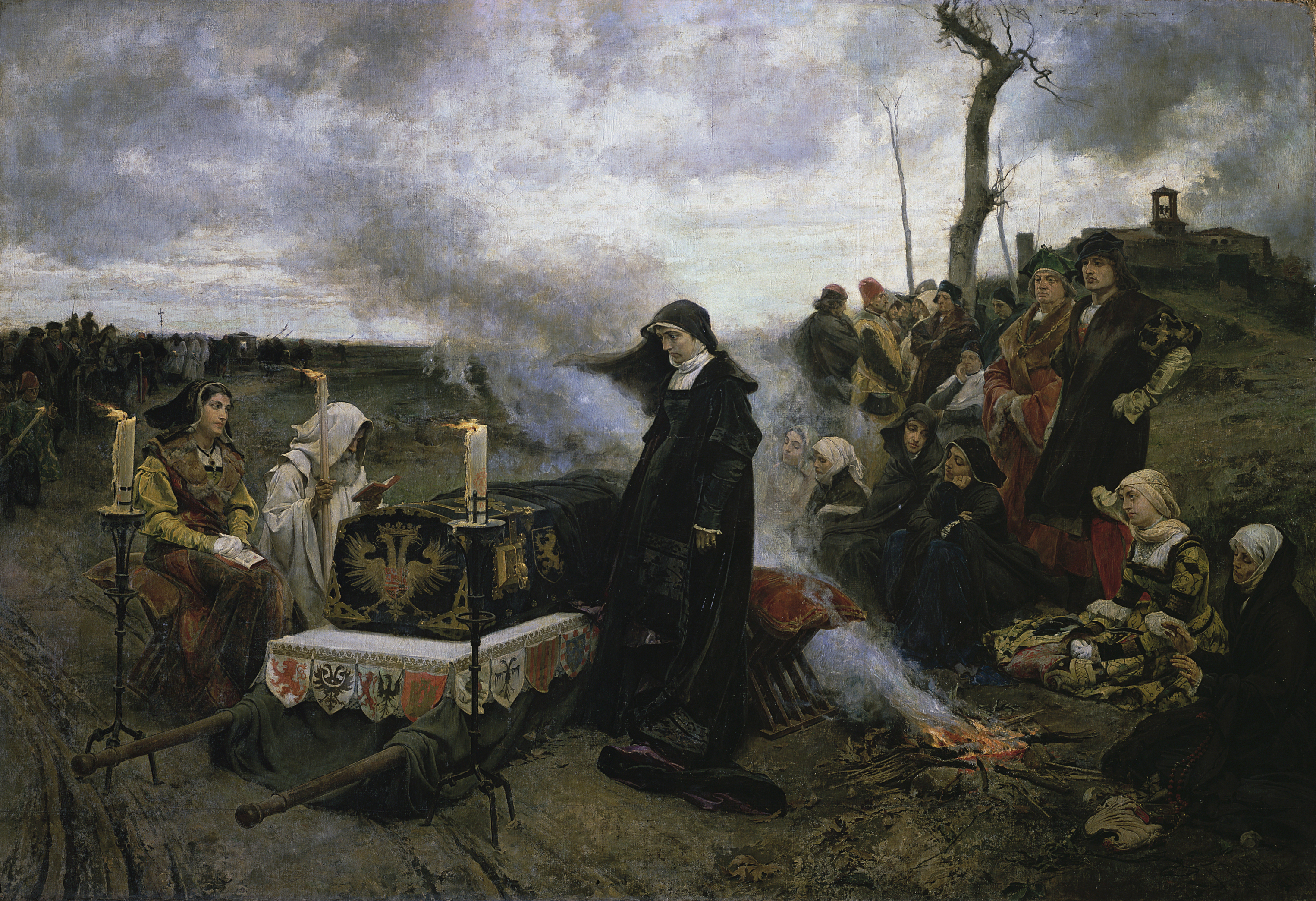
Doña Juana La Loca (Museo del Prado, 1877)

Nacque a Villanueva de Gállego e iniziò i suoi studi a Saragozza per poi trasferirsi alla Real Academia de Bellas Artes de San Fernando e successivamente all'Academia de Acuarelistas (Accademia degli Acquarellisti) di Madrid.
Nel 1873 divenne uno dei primi studenti scelti per studiare presso la nuova Accademia di Spagna a Roma e lì ebbe l'opportunità di viaggiare in Francia e Venezia per studiare gli antichi maestri.
Nel 1878 presentò il suo dipinto Doña Juana la Loca all'Esposizione Nazionale di Belle Arti, ricevendo la medaglia d'onore, e nel 1879 il Senato spagnolo gli commissionò la realizzazione del dipinto La resa di Granada, che lo impegnò per tre anni.
Viaggiò a lungo, soprattutto in Italia, ritraendo temi e persone locali e nel 1896 ritornò a Madrid come direttore del Museo del Prado, incarico che ricoprì fino al 1898 per dedicarsi esclusivamente alla pittura.
Pittore prolifico, la sua produzione totale supera i 1.000 dipinti che mostrano il suo interesse per una varietà di soggetti e stili, spesso senza tener conto della moda del momento. È conosciuto principalmente per i suoi dipinti storici come è Il sospiro del moro, che raffigura Maometto XII, l'ultimo sovrano nasride di Granada, che si volta per dare un ultimo sguardo alla città prima di andare in esilio.
Molto più comuni sono invece i costumbristas — studi spesso romantici che mostrano costumi o usi locali — e i paesaggi che sono spesso abbozzati, con influenze impressionistiche.